# Limburg Golf & Country Club
Le Limburg Golf & Country Club est situé à Houthalen. 